# Instituto do Patrimônio Histórico e Artístico do Estado da Paraíba

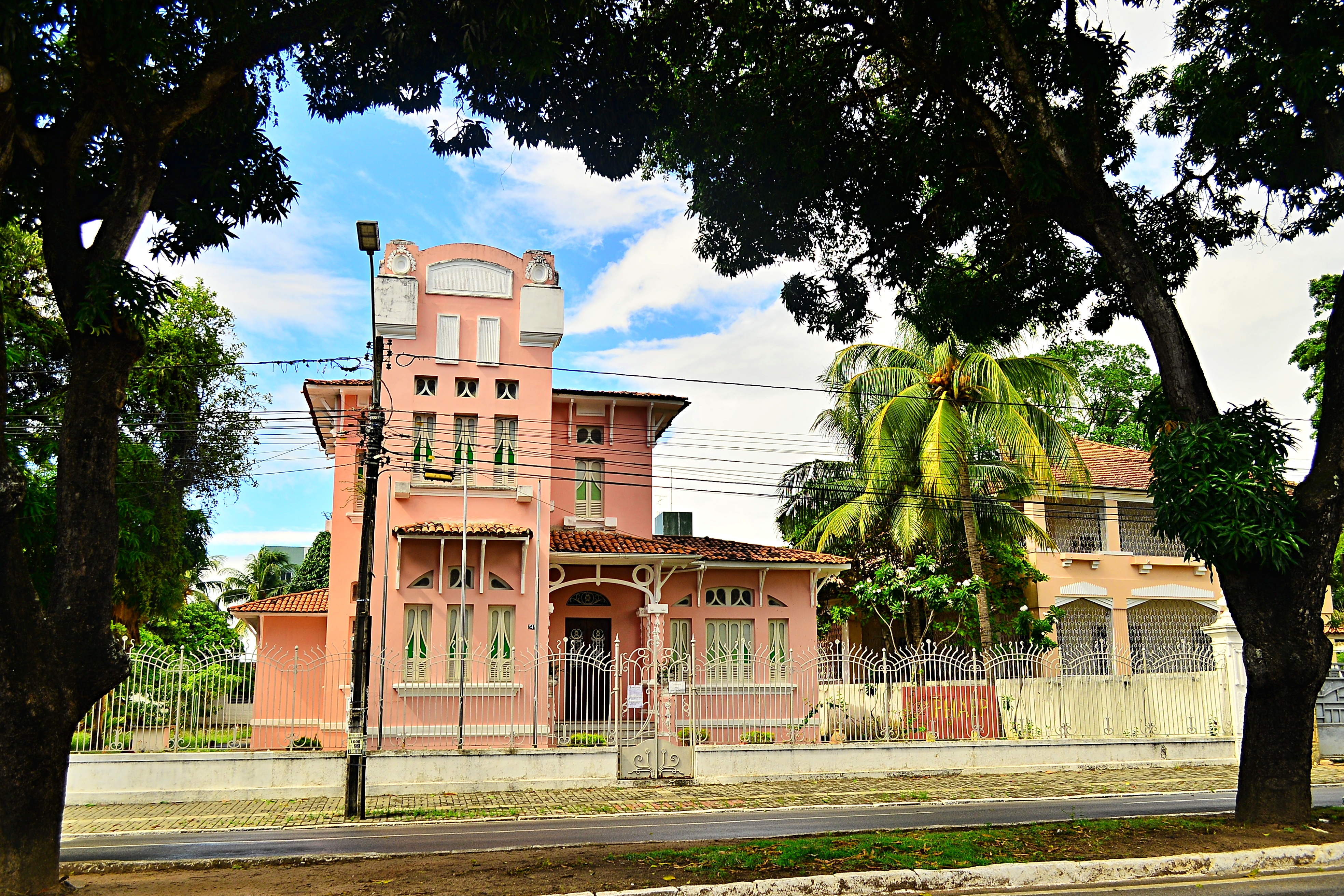
Fachada do prédio do Instituto do Patrimônio Histórico e Artístico do Estado da Paraíb

O Instituto do Patrimônio Histórico e Artístico do Estado da Paraíba, mais conhecida pelo acrônimo Iphaep, é um Órgão de Regime Especial  do Governo da Paraíba, vinculada à Secretaria de Cultura do Estado, cuja função é a preservação do acervo patrimonial, tangível e intangível, do Estado da Paraíba.

## História
O órgão foi fundado em 31 de março de 1971 pelo Decreto-lei nº 5.255, assinado pelo Governador da época, Ernâni Sátiro. Sua sede situa-se na rua João Machado, 348, Centro da capital paraíbana. Até então o patrimônio do estado era administrado pelo Instituto do Patrimônio Histórico e Artístico Nacional (Iphan), ao qual o Iphaep está vinculado. Seu primeiro diretor foi cineasta Linduarte Noronha, que exerceu o cargo até março de 1991.
Em 1982, foi delimitado o perímetro urbano do Centro Histórico Inicial da Capital paraibana.

## Patrimônio
Do patrimônio estadual protegido, destacam-se os seguintes:
- Liceu Paraibano (João Pessoa)
- Loja Maçônica Branca Dias (João Pessoa)
- Palácio da Redenção (João Pessoa)
- Casarão de Azulejos (João Pessoa)
- Igreja Matriz de São Pedro e São Paulo (Mamanguape)
- Casa do Imperador (Mamanguape)
- Igreja Nossa Senhora do Rosário dos Pretos(Mamanguape)
- Sede do Iphaep(João Pessoa)
- Coreto de Itabaiana
- Igreja de São Miguel (Baía da Traição)
- Teatro Santa Inês (Alagoa Grande)